# Iška vas
Iška vas (Duits: Iggendorf in der Oberkrain) is een plaats in Slovenië en maakt deel uit van de gemeente Ig in de NUTS-3-regio Osrednjeslovenska. De plaats telde 431 inwoners op 1 januari 2020.

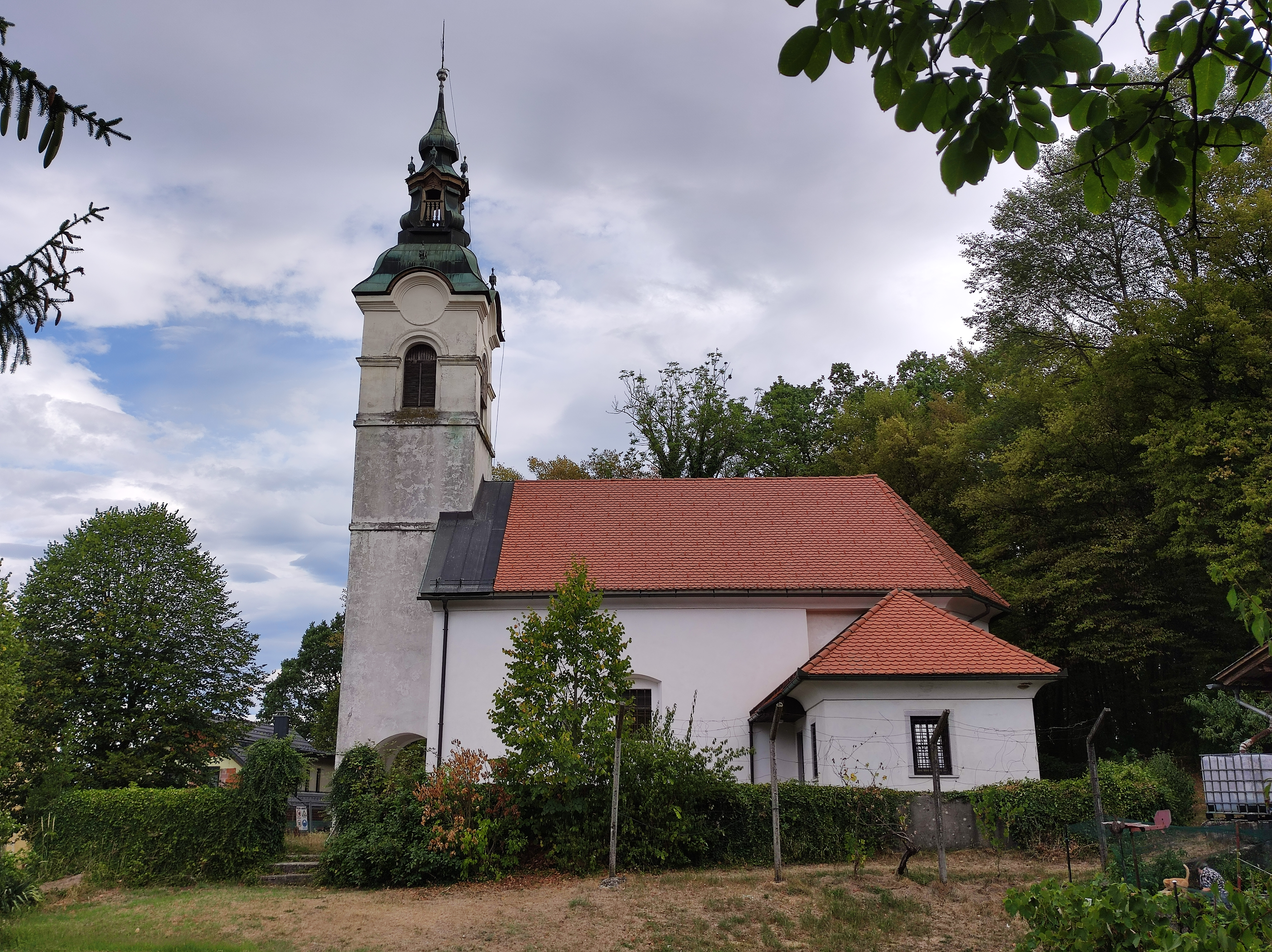
Heilig Kruiskerk